# Antonio Pucci (pilota automobilistico)
Il Barone Antonio Pucci, detto zio Antonio per gli amici o El Negher (soprannome dato da Enzo Ferrari) (Petralia Sottana, 29 agosto 1923 – Palermo, 15 luglio 2009), è stato un pilota automobilistico italiano degli anni cinquanta e sessanta.
Fu collaudatore ufficiale della Porsche e vinse la Targa Florio (cui partecipò per ben 13 edizioni) nell'aprile del 1964 con il pilota inglese Colin Davis.